# George O. Francke Auto Company
George O. Francke Auto Company war ein US-amerikanischer Hersteller von Automobilen.

## Unternehmensgeschichte
George O. Francke betrieb in Milwaukee in Wisconsin ein Autohaus. 1904 begann er mit der Produktion von Automobilen. Der Markenname lautete Francke. 1905 endete die Fahrzeugproduktion. Insgesamt entstanden nur wenige Fahrzeuge.
Als Autohaus existierte das Unternehmen noch länger.

## Fahrzeuge
Das einzige Modell hatte einen wassergekühlten Zweizylindermotor mit 12 PS Leistung. Er kam vom Motorenhersteller H. Fast aus der gleichen Stadt. Die Fahrzeuge hatten Rechtslenkung. Der Aufbau war offen. Es war ein Tonneau mit Hecktür.